# Bormida
Pour les articles homonymes, voir Bormida (homonymie).
Bormida (Bòrmia en langue ligurienne) est une commune de la province de Savone, dans la région Ligurie, en Italie, sur les rives de la Bormida.

## Administration
| Période                                  | Période | Identité | Étiquette | Qualité |
| ---------------------------------------- | ------- | -------- | --------- | ------- |
|                                          |         |          |           |         |
| Les données manquantes sont à compléter. |         |          |           |         |

### Communes limitrophes
Calice Ligure, Calizzano, Mallare, Osiglia, Pallare et Rialto.